# Caulanthus barnebyi
Caulanthus barnebyi är en korsblommig växtart som beskrevs av Reed Clark Rollins och P.K. Holmgren. Caulanthus barnebyi ingår i släktet Caulanthus och familjen korsblommiga växter. Inga underarter finns listade i Catalogue of Life.